# 秦仁昌
秦 仁昌（しん じんしょう、Ching Ren-Chang、1898年2月15日 - 1986年7月22日）は中国の植物学者である。シダ類の分類学研究で知られる。

## 経歴
1898年、江蘇省武進区に生まれた。1925年に南京の金陵大学を卒業。
卒業後は東南大学の助教、中央大学の講師を務めた後、1929年から1932年にかけてヨーロッパに留学し、シダ類分類の権威、コペンハーゲン大学のカール・クリステンセン（Carl Christensen）のもとで研究するとともにヨーロッパ各国の標本館や植物園を視察した。帰国後、静生生物調査所で働き、1933年、中国植物学会の創立に関わった。
1937年に盧溝橋事件が起こり、日中戦争がはじまると研究機関と共に雲南省に移った。戦後は雲南大学教授を務めた。中華人民共和国の成立した後の1955年に中国科学院学部委員(院士)に選出された。『中國植物誌』の編集委員、秘書長を務めた。

## 関連
キツネノマゴ科の植物の属名、Chingiacanthus Hand.-Mazz.（Isoglossaのシノニム）やヒメシダ科（Thelypteridaceae）の植物の属名 Chingia Holttum　（Cyclosorusのシノニム）やゴショイチゴ（Rubus chingii）など多くの種の種小名、chingii、chingiana、chingianus、chingianumは秦仁昌への献名である。